# 索马里象鼩属
索马里象鼩属（学名：Galegeeska）为象鼩科的一个属。

## 下属物种
本属包括以下物种：
- Galegeeska revoilii (Hüet, 1881)[2]